# سونگ ویلونگ
سونگ وی‌لونگ (چینی ساده: 宋威龙; چینی سنتی: 宋威龍; پین‌یین: Sòng Wēilóng؛ زادهٔ ۲۵ مارس ۱۹۹۹) بازیگر و مدل اهل چین است. او به خاطر ایفای نقش یوان سونگ در خودت را پیدا کن و لینگ شیائو در برو جلو شناخته می‌شود.